# Pertusio
Pertusio é uma comuna italiana da região do Piemonte, província de Turim, com cerca de 698 habitantes. Estende-se por uma área de 4 km², tendo uma densidade populacional de 175 hab/km². Faz fronteira com Valperga, Prascorsano, Rivara, San Ponso.

## Demografia
| Variação demográfica do município entre 1861 e 2011                               |
|                                                                                   |
| Fonte: Istituto Nazionale di Statistica (ISTAT) - Elaboração gráfica da Wikipedia |